# ماشفاندن
ماشفاندن (بالألمانية: Maschwanden) هي بلدية ضمن مقاطعة أفولتن في كانتون زيورخ بسويسرا. تُقدر مساحتها ب4.67 كيلومتر مربع، ويقدر عدد سكانها بـ 641 نسمة (حسب تعداد ديسمبر 2017).

## أعلام
- ألفريد كلاينر